# 京都市立伏見中学校
京都市立伏見中学校（きょうとしりつふしみちゅうがっこう）は京都府京都市伏見区御駕籠町にある公立中学校。

## 沿革
- 1947年（昭和22年）5月1日 - 設立
- 1984年（昭和59年）2月1日 - 校舎の改築を実施

## 主な通学区域
以下の小学校区を通学区域とする。
- 京都市立伏見板橋小学校
- 京都市立伏見住吉小学校
- 京都市立下鳥羽小学校

## 交通アクセス
- 京阪本線 丹波橋駅下車
- 近鉄京都線 近鉄丹波橋駅下車

## 通学区域が隣接している学校
- 京都市立藤森中学校
- 京都市立桃山中学校
- 京都市立桃陵中学校
- 京都市立洛水中学校
- 京都市立神川中学校
- 京都市立洛南中学校